# Olympische Sommerspiele 2012/Teilnehmer (Botswana)
| Gelbes Symbol für Goldmedaillen mit stilisierten Olympischen Ringen | Graues Symbol für Silbermedaillen mit stilisierten Olympischen Ringen | Braundes Symbol für Bronzemedaillen mit stilisierten Olympischen Ringen |
| ------------------------------------------------------------------- | --------------------------------------------------------------------- | ----------------------------------------------------------------------- |
| —                                                                   | 1                                                                     | —                                                                       |

Botswana nahm in London an den Olympischen Spielen 2012 teil. Es war die insgesamt neunte Teilnahme an Olympischen Sommerspielen. Das Botswana National Olympic Committee nominierte vier Athleten in zwei Sportarten.
Fahnenträgerin bei der Eröffnungsfeier war die Leichtathletin Amantle Montsho.
Der 800-m-Läufer Nijel Amos belegte im Finale den 2. Platz und erlangte so die erste olympische Medaille für Botswana seit der ersten Teilnahme 1980.

## Medaillen

### Medaillenspiegel
| Medaillenspiegel Botswana |                |                              |                           |                           |        |
| Platz                     | Sportart       | Goldmedaille – Olympiasieger | Silbermedaille – 2. Platz | Bronzemedaille – 3. Platz | Gesamt |
| 1                         | Leichtathletik | —                            | 1                         | —                         | 1      |
| Total                     | Total          | —                            | 1                         | —                         | 1      |

### Medaillengewinner

#### Silber
| Name       | Sportart       | Wettkampf    |
| ---------- | -------------- | ------------ |
| Nijel Amos | Leichtathletik | 800 m Männer |

## Teilnehmer nach Sportarten

### Boxen
| Athleten    | Wettbewerb               | 1. Runde          | 1. Runde | Achtelfinale  | Achtelfinale  | Viertelfinale | Viertelfinale | Halbfinale    | Halbfinale    | Finale        | Finale        | Rang |
| Athleten    | Wettbewerb               | Gegner            | Ergebnis | Gegner        | Ergebnis      | Gegner        | Ergebnis      | Gegner        | Ergebnis      | Gegner        | Ergebnis      | Rang |
| ----------- | ------------------------ | ----------------- | -------- | ------------- | ------------- | ------------- | ------------- | ------------- | ------------- | ------------- | ------------- | ---- |
| Männer      |                          |                   |          |               |               |               |               |               |               |               |               |      |
| Oteng Oteng | Fliegengewicht bis 52 kg | J. Cintron Ocasio | 12:14    | ausgeschieden | ausgeschieden | ausgeschieden | ausgeschieden | ausgeschieden | ausgeschieden | ausgeschieden | ausgeschieden | 32   |

### Leichtathletik
Laufen und Gehen
| Athleten        | Wettbewerb | Vorlauf     | Vorlauf | Halbfinale    | Halbfinale    | Finale        | Finale        | Rang   |
| Athleten        | Wettbewerb | Zeit        | Rang    | Zeit          | Rang          | Zeit          | Rang          | Rang   |
| --------------- | ---------- | ----------- | ------- | ------------- | ------------- | ------------- | ------------- | ------ |
| Frauen          |            |             |         |               |               |               |               |        |
| Amantle Montsho | 400 m      | 50,40 s     | 1       | 50,15 s       | 1             | 49,75 s       | 4             | 4      |
| Männer          |            |             |         |               |               |               |               |        |
| Isaac Makwala   | 400 m      | 45,67 s     | 25      | ausgeschieden | ausgeschieden | ausgeschieden | ausgeschieden | 25     |
| Nijel Amos      | 800 m      | 1:45,90 min | 1       | 1:44,54 min   | 2             | 1:41,73 min   | 2             | Silber |